# Kamienica przy ulicy Chopina 11 w Katowicach
Kamienica przy ulicy Fryderyka Chopina 11 w Katowicach – narożna kamienica mieszkalna, położona przy ulicy F. Chopina 11 i ulicy Sokolskiej 11 w Śródmieściu Katowic. Wybudowano ją w 1905 roku w stylach modernizmu i secesji. 

## Historia
Kamienica została wzniesiona w 1905 roku według projektu opracowanego w firmie budowlanej Aronade & Goldstein. Wzniesiono ją na narożnej działce, na której przez krótki czas stał pierwszy na terenie Katowic kościół starokatolicki.
W 1935 roku właścicielem kamienicy przy ówczesnej ulicy Szopena 11 był Michał Fink, a zamieszkiwały ją osoby różnej profesji. Siedzibę miała tu też redakcja i administracja Młodego Polaka.
W połowie lipca 2023 roku w systemie REGON zarejestrowane były 4 aktywne podmioty gospodarcze z siedzibą przy ulicy F. Chopina 11, w tym salon fryzjerski, a od strony ulicy Sokolskiej 11 nie było żadnych zarejestrowanych podmiotów.

## Charakterystyka

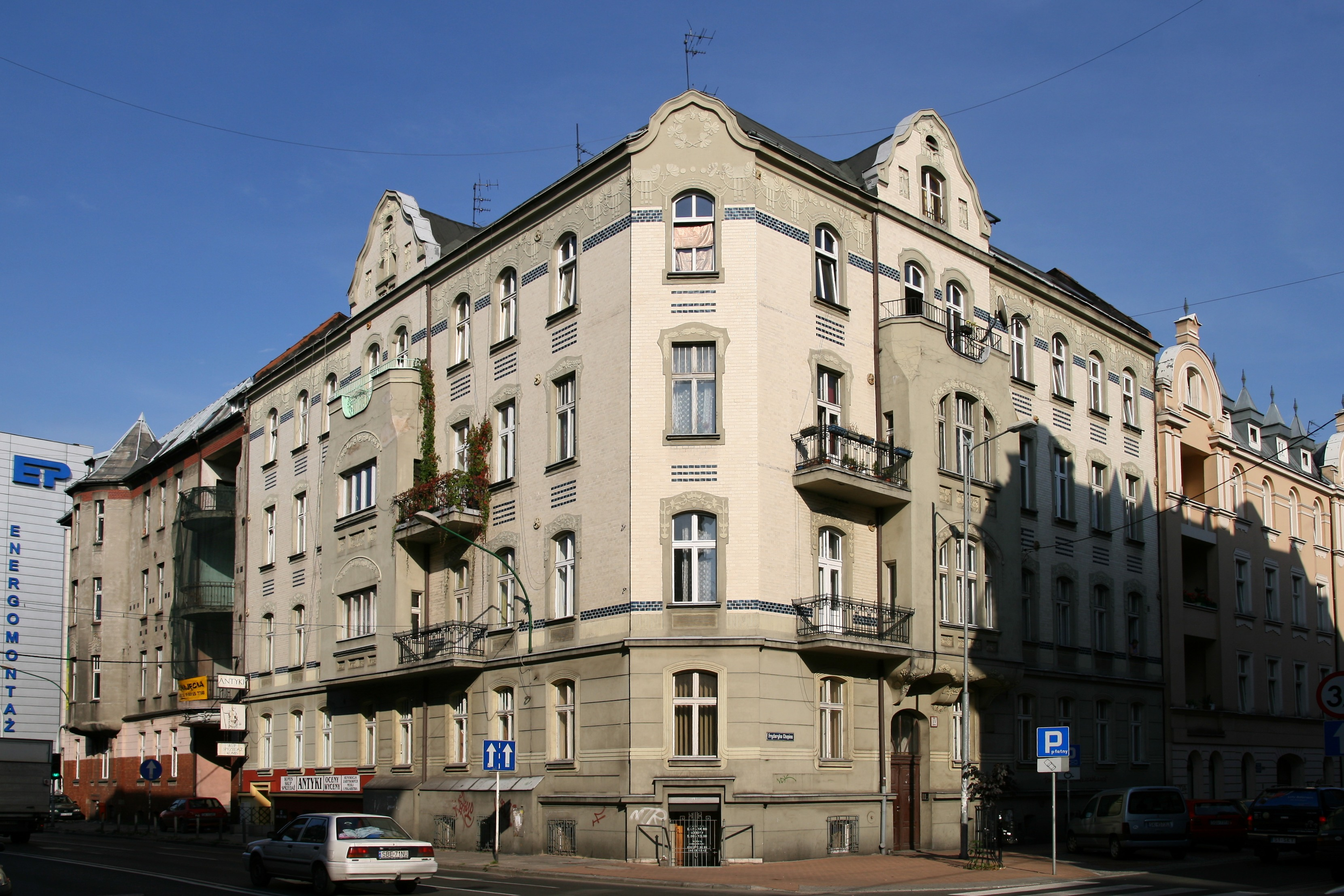
Kamienica w 2008 roku

Narożna kamienica mieszkalna położona jest przy ulicy F. Chopina 11 i ulicy Sokolskiej 11 w Katowicach, na terenie dzielnicy Śródmieście, w narożu zwartej pierzei zabudowy.
Jest to budynek murowany z cegły, wzniesiony na planie w kształcie litery „L”, ze ściętym narożnikiem i dwoma wykuszami, zwieńczony płaskim dachem krytym papą. Powierzchnia użytkowa kamienicy wynosi 1 372,14 m², a powierzchnia zabudowy 419 m². Liczy 5 kondygnacji nadziemnych i 1 podziemną.
Kamienica architektonicznie łączy elementy stylu modernistycznego i stylu secesji. Elewacja frontowa (od strony ulicy F. Chopina) na parterze jest siedmioosiowa, a powyżej sześcioosiowa, zaś od strony ulicy Sokolskiej na parterze ma osiem osi, a powyżej jest ich siedem. Narożnik kamienicy jest jednoosiowy i symetryczny. Parter kamienicy i wykusze są potynkowane, parter dodatkowo boniowany, a wyższe piętra są oblicowane cegłą. Całość elewacji kamienicy zdobiona jest dekoracją tynkową geometryczno-roślinną. Do wykuszy od strony narożnika przylegają balkony z oryginalnymi balustradami.
Otwory okienne pierwszej, drugiej i czwartej kondygnacji są zakończone odcinkowo, a na trzeciej są prostokątne. Stolarka okienna jest czterokwaterowa ze ślemieniem.
Kamienica nie ma bramy przejazdowej ani oficyn. Sień przykryta jest stropem Kleina, posadzka jest dwupoziomowa, ceramiczna, a okładziny ścian, również ceramiczne, posiadają secesyjną dekorację roślinną o szczególnej wartości artystycznej. Schody na klatce schodowej są dwubiegowe, drewniane i mają balustradę metalową.
Kamienica wpisana jest do gminnej ewidencji zabytków miasta Katowice.